# Grow Home
Grow Home è un videogioco a piattaforme del 2015 sviluppato da Ubisoft Reflections e pubblicato da Ubisoft per Microsoft Windows. Distribuito anche per PlayStation 4 e Linux, del gioco è stato realizzato un sequel dal titolo Grow Up.